# Bakkavör
Bakkavor Group plc (originalt Bakkavör) er en britisk producent af ferske fødevarer med hovedkvarter i London. Eksempler på virksomhedens fødevarer er måltider, salater, desserter, dips, saucer, sandwich, pizza og brød. De driver 23 fabrikker i Storbritannien, 9 i USA og 5 i Kina.
Bakkavör blev etableret i 1986 af de to brødre Ágúst og Lýður Guðmundsson.
I 2022 havde de ca. 19.000 ansatte og en omsætning på 2,139 mia. britiske pund.